# Hongaarse windhond
De Hongaarse windhond of Magyar agár (Hongaars voor Hongaarse windhond) is een windhond uit Hongarije.

## Geschiedenis
Of de voorouders van de agár reeds door de Magyaren zijn meegebracht is eigenlijk niet zeker, maar Hongarije heeft wel een lange traditie in de jacht met windhonden. Toen in de 19e eeuw, naar Engels voorbeeld, het windhondenrennen in de mode kwam, werden de sterke inheemse windhonden gekruist met de snellere greyhound. Uit deze vermenging ontstond een nieuw ras.

In de jaren ’40 en ’50 van de vorige eeuw stierf dit ras praktisch uit. Voor een film over het leven van koning Matthias Corvinus kon men in 1963 echter nog enkele authentiek ogende exemplaren opsporen. Uit deze dieren is het ras gereconstrueerd. Door de FCI is de Hongaarse windhond in 1966 erkend, maar hij is zowel in Hongarije als elders zeldzaam.

## Uiterlijk
De hond lijkt op de greyhound, maar is wat zwaarder en heeft een breder hoofd met tamelijk lange rozenoren. Reuen hebben een schofthoogte van 65-70 centimeter en wegen tot 31 kilogram. De schofthoogte van teven is 62-67 centimeter.
Het ras heeft een korte, stugge vacht met ’s winters soms behoorlijk wat onderhaar. Alle windhondenkleuren zijn toegestaan, maar de meest voorkomende kleuren zijn zwart, asgrauw, geel, gestroomd en wit, al dan niet met platen.

## Aard en gebruik
De agár is een krachtige windhond, minder snel dan de greyhound, maar geschikt voor de jacht in zwaarder terrein. Hij kan zowel op de baan als bij coursing ingezet worden, maar komt vooral tot zijn recht op de wat grotere afstand.
Volgens de Hongaarse Wikipedia kan de hond ook als waakhond gebruikt worden.
Afghaanse windhond ·
Azawakh ·
Barzoi ·
Chart polski ·
Deerhound ·
Galgo español ·
Greyhound ·
Hongaarse windhond ·
Ierse wolfshond ·
Italiaans windhondje ·
Saloeki ·
Sloughi ·
Whippet